# Владимир Градев
Владимир Николаев Градев е български философ, теоретик на религията, професор, дипломат.

## Биография

### Академична кариера
Завършва Четвърта езикова гимназия „Фредерик Жолио-Кюри“ във Варна през 1982 г. и френска филология в Софийския университет през 1986 г.
Докторската му дисертация „Генезис и преображения на субективността във философията на Мишел Фуко“, защитена през 1996 г., е първото и единствено за момента систематично изложение на философията на Мишел Фуко на български език. Доктор на философските науки (2005 г.) с дисертация „Теологическо-политическия дебат на 20 век“.
Специализирал е в Университета Париж VIII, Европейския университетски институт във Флоренция, Дома за науките за човека в Париж, Холандската академия за науките и Венецианския университет.
Владимир Градев преподава „Теория на религията“ в специалност Културология на Софийския университет.
Той е почетен член на Старата флорентинска академия „Coleggio dei nobili“ и членува в Международния комитет на „Les Etats généraux de la psychanalyse“.

### Дипломатическа кариера
През 2001 г. Владимир Градев е назначен за извънреден и пълномощен посланик на Република България при Светия престол във Ватикана и за посланик към Малтийския орден (Суверенен Малтийски орден). Той връчва акредитивните си писма на папа Йоан Павел II на 21 декември 2001 г. По повод приключване на дипломатическия му мандат е приет на 20 януари 2006 г. от папа Бенедикт XVI. Градев посвещава проникновени анализи на фигурите на двамата папи в книгите си „Политика и спасение“ (2005) и „Излизания“ (2015).

## Философски възгледи
Мисленето на Градев е формирано в парадигмата на съвременната френска мисъл и се отличава със силен литературен фермент. Религиозният обрат, който бележи книгата му „Прекъсването на пътя“ (2000), се случва в постмодерния сплит на философия и религия, характерен за цялото му по-нататъшно творчество. Най-разгърнатите изследвания на Градев са посветени на проблематиката на политическата теология и теорията на религията.

## Обществени дебати
В доклада си „За фатализма и безразличието: две срещи“, представен на конференцията „Текст, култура и морал в миналото и днес“, посветена на шестдесетгодишнината на Цветан Тодоров (СУ, 30 – 31 октомври 1999 г.), Градев повдига въпроса „трябвало ли е през 1988 година Цветан Тодоров да приеме званието doctor honoris causa, без да вземе отношение – и тогава, и по-късно – към начина, по който властта у нас се отнесе към турците“. Въпросът за неангажирането на Тодоров със събитието Възродителен процес е поставен в контекста на разглеждането на неговите критики към Сартр и Фуко за тяхната непоследователност и ангажиране с каузите на тоталитарните режими.
В качеството си на преподавател във философския факултет на СУ Градев иска оставката на Ректора на СУ Иван Илчев във връзка с неговия „патронаж и публична защита“ на конференцията за Людмила Живкова през октомври 2012 г. Граждански протест осуетява в крайна сметка провеждането на мероприятието.

### Монографии
- „Силите на субекта. Опит върху философията на Мишел Фуко“. София: Издателство „ЛИК“, 1999.
- „Прекъсването на пътя. Книга от упражнения“. София: Издателство „ЛИК“, 2000.[8]
- „Политика и спасение. Въведение в теологическо-политическия дебат на ХХ век“. София: Издателство „Изток-Запад“, 2005.
- „Между абсолютното тайнство и нищото“. София: УИ „Св. Климент Охридски“, 2007.
- „Това не е религия“. София: Фондация „Комунитас“, 2013.[9]
- „Излизания“, София: Фондация „Комунитас“, 2015.[10]
- „Разпознавания. По пътищата на душата“, София: Фондация „Комунитас“, 2017.[11]
- „Това не е религия“. Второ разширено и преработено издание. София: Фондация „Комунитас“, 2017.[12]
- „Приближавания“, София: Фондация „Комунитас“, 2019.[13],[14]
- „Прочити на Данте“, т. 1: Ад, т. 2: Чистилище, т. 3: Рай. София: Фондация „Комунитас“, 2023.[15],[16]

### Преводи
- Мишел Фуко, „Генеалогия на модерността“. София: УИ „Св. Климент Охридски“, 1992.
- Мишел Фуко, „Раждане на клиниката“. Съвместно с Ирена Кръстева. София: УИ „Св. Климент Охридски“, 1994.
- Жил Дельоз, „Различие и повторение“. Съвместно с Ирена Кръстева. София: Издателство „Критика и хуманизъм“, 1999.
- Жак Дерида, „Вяра и знание“. София: Издателство „ЛИК“, 2002.
- Блез Паскал, „Разум и вяра“. София: Фондация „Комунитас“, 2010.
- Джакомо Леопарди, „Мисли“. София: Издателство „Алтера“, 2009.
- Джакомо Леопарди, „Нравствени съчиненийца“. София: Издателство „Алтера“, 2010.
- Симон Вейл, „Дух и любов“. София: Фондация „Комунитас“, 2013.
- Босюе, Бурдалу, Масийон, „Memento Mori“. София: Фондация „Комунитас“, 2015.
- Сър Томас Браун, „Урнопогребение“. София: Фондация „Комунитас“, 2016.
- Джордано Бруно, „Пепеляната вечеря“. София: Издателство „Изток-Запад“, 2016.
- Рамон Лул (Раймонд Лулий), „Книга за Влюбения и Възлюбения“. София: Издателство „Семантика“, 2019.

### Съставителство и редакция
- Пол Рикьор, „Прочити“. София: УИ „Св. Климент Охридски“, 1996.
- Елизабет Рудинеско, Мишел Плон, „Речник на психоанализата“. В сътрудничество с Ирена Кръстева. София: Издателство „ЛИК“, 2000.
- „На път към Хайдегер. Сборник по повод 80-годишнината от публикуването на „Битие и време“ и българския превод на книгата“. В сътрудничесто с Морис Фадел. София: Издателство на НБУ, 2010.
- „Бездната Хайдегер“. В сътрудничество с Георги Ангелов. Благоевград: УИ „Неофит Рилски“, 2011.

## Награди и отличия
- Международна награда на фондацията „Foyer des artistes“ за принос в областта на дипломацията (2005).
- Рицар на Големия Пиев кръст (2006).
- Рицар на Големия кръст „Pro Merito Melitensi“ на Малтийския орден (2006).[17]